# Талісман кохання
«Талісман кохання» — радянський художній фільм 1984 року, знятий режисерами Ісламом Казієвим і Анатолієм Петрицьким на кіностудії «Мосфільм».

## Сюжет
Стереофільм за мотивами повісті І. Казієва «Ротозей». Дія відбувається у дагестанському аулі. Тракторист Каміль закоханий у медсестру Амінат. Він страждає, тому що не наважується зізнатися дівчині у своїх почуттях. Однак, коли до села приїжджає самовпевнений Раджаб і швидко завойовує увагу Амінат, у героя прокидається рішучість: він готовий на все, аби не допустити їхнього весілля.

## У ролях
- Зара Дібірова — Амінат
- Керім Султанов — Каміль
- Баріят Мурадова — тітка Баріат
- Магомедамін Акмурзаєв — Муртуз
- Інесса Курумова — Зазав
- Саїд Алібеков — Тагір
- Нажмутдін Максудов — Абакар
- Тимурлан Ісмаїлов — Раджаб
- Іслам Казієв — Магомет
- М. Амаєв — епізод
- Тетяна Агафонова — епізод
- М. Джалілов — епізод
- Мурад Алієв — епізод
- Гусейн Казієв — епізод
- Адільбек Іхласов — епізод
- Патімат Керімова — епізод
- М. Камбулатов — епізод
- Саніят Мурадова — епізод
- Садик Магомедов — епізод
- Зейнаб Набієва — епізод
- Тотуханум Осаєва — епізод
- Байсолтан Осаєв — епізод
- Расул Татамов — епізод
- Дадам Саїднуров — епізод
- Рупат Чараков — епізод
- Валерій Ефендієв — епізод

## Знімальна група
- Режисери — Іслам Казієв, Анатолій Петрицький
- Сценарист — Іслам Казієв
- Оператор — Володимир Боганов
- Композитор — Мурад Кажлаєв
- Художник — Костянтин Форостенко